# 玫瑰梦
《玫瑰梦》是一部在1955年上映的電影，由丹尼尔·曼指導，並由哈尔·坎特主演，Robert Cummings等人参演的以爱情为题材的电影，该作根据田纳西·威廉斯制作的话剧进行改编。该作收到了很多人的喜爱。
安娜·马尼亚尼凭借该作获得奥斯卡最佳女主角奖，同时该作还获得最佳艺术指导奖和最佳摄影奖，并获得最佳影片奖和最佳女配角奖等五项提名。

## 剧情
有一个丧偶的女子意外的得知自己深爱的丈夫并不是一个对自己专一的人，而后她在抚养自己女儿的时候又意外的遇到了一个男子，并和他相恋以及结婚。

## 演员
- 伯特·兰卡斯特
- 安娜·马尼亚尼
- 玛丽莎·帕文
- 弗吉尼亚·格雷

## 其他
- 田纳西·威廉斯对该作很是喜欢[4]，同时他还钦定了该作的女主演。
- 该作在基韦斯特进行拍摄。[5]